# Portoviejo
Portoviejo [portovjécho] je šesté největší město v Ekvádoru a hlavní město Provincie Manabí. Nachází se 30 km od tichomořského pobřeží. Podle sčítání v roce 2015 zde žije 280 000 obyvatel. Díky nádherným tamaryškům, které se v této oblasti nacházejí, je Portoviejo známé jako „město královských tamaryšků“.
Město je hlavním politickým a hospodářským střediskem údolí řeky Portoviejo, které zahrnuje též kantony Santa Ana a Rocafuerte, kde se každoročně obhospodařuje kolem 110 km² zemědělské půdy. Údolí je úrodné, pěstují se zde rajčata, cibule, papriky, banány, mango a další druhy tropického ovoce.
Místní letiště slouží pro vnitrostátní lety.

## Historie
Město patří k nejstarším v zemi; založil jej 12. března 1535 španělský kapitán Francisco Pacheco a nazval je „Villa Nueva de San Gregorio de Portoviejo“.
Ve dnech 16. a 17. dubna 2016 zasáhlo celou oblast silné zemětřesení, jež si vyžádalo značný počet mrtvých a zraněných. Jen v samotném Portovieju bylo zničeno na 370 budov.

## Osobnosti
Z Portovieja pochází jeden z největších ekvádorských básníků Vicente Amador Flor, který o městě napsal mnoho básní.
Narodila se zde i vítězka soutěže Miss Ecuador 2009 Sandra Vinces.

## Turistické zajímavosti
Portoviejo je místo, kde si lze vychutnat tradiční kuchyni lidu Manabí, která je v Ekvádoru vyhlášená. Nejlepší místa bývají obvykle venkovské restaurace, jež se nacházejí mezi Portoviejem a pláží Crucita.

## Galerie

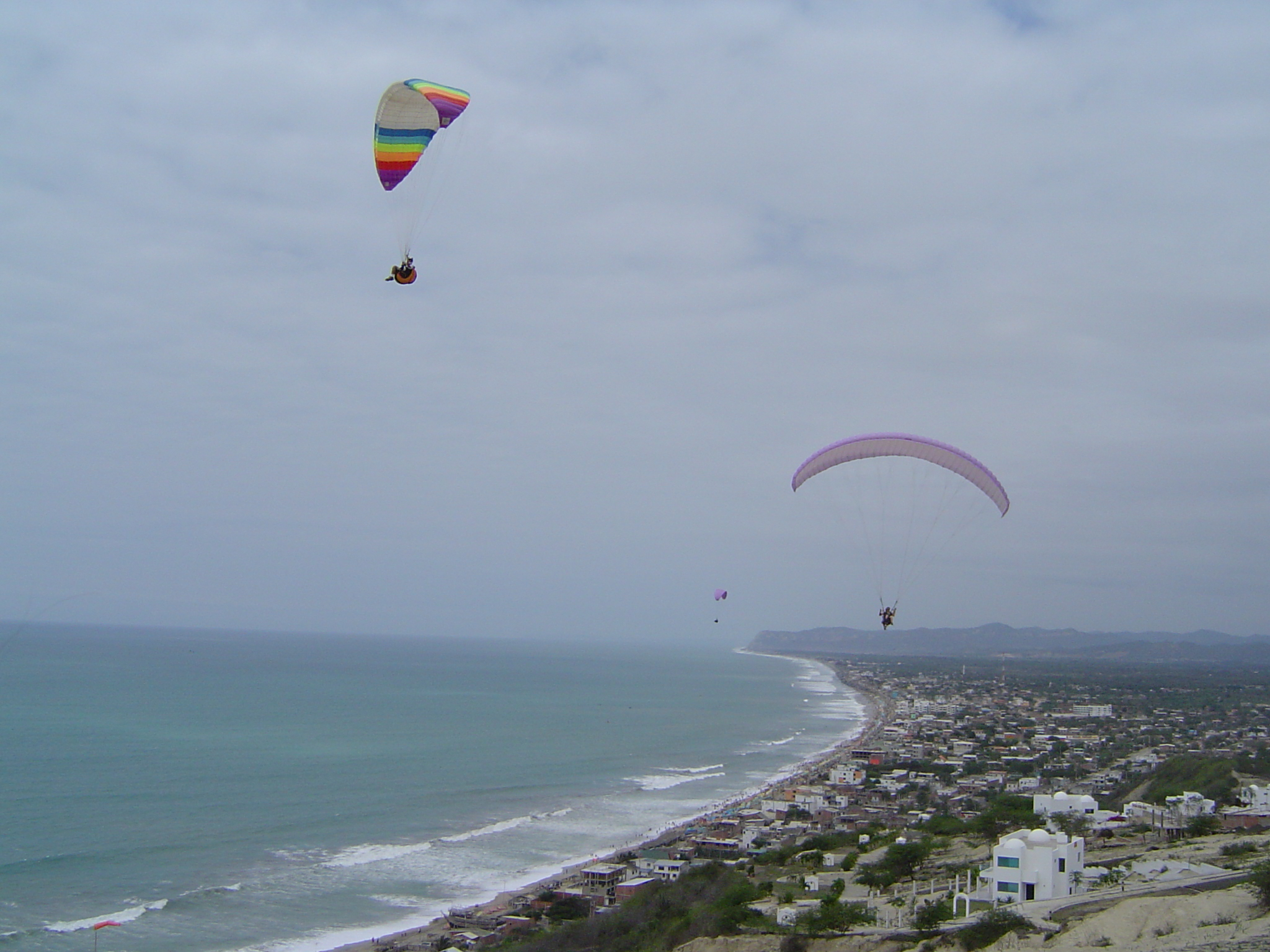
Paragliding na pláži Crucita
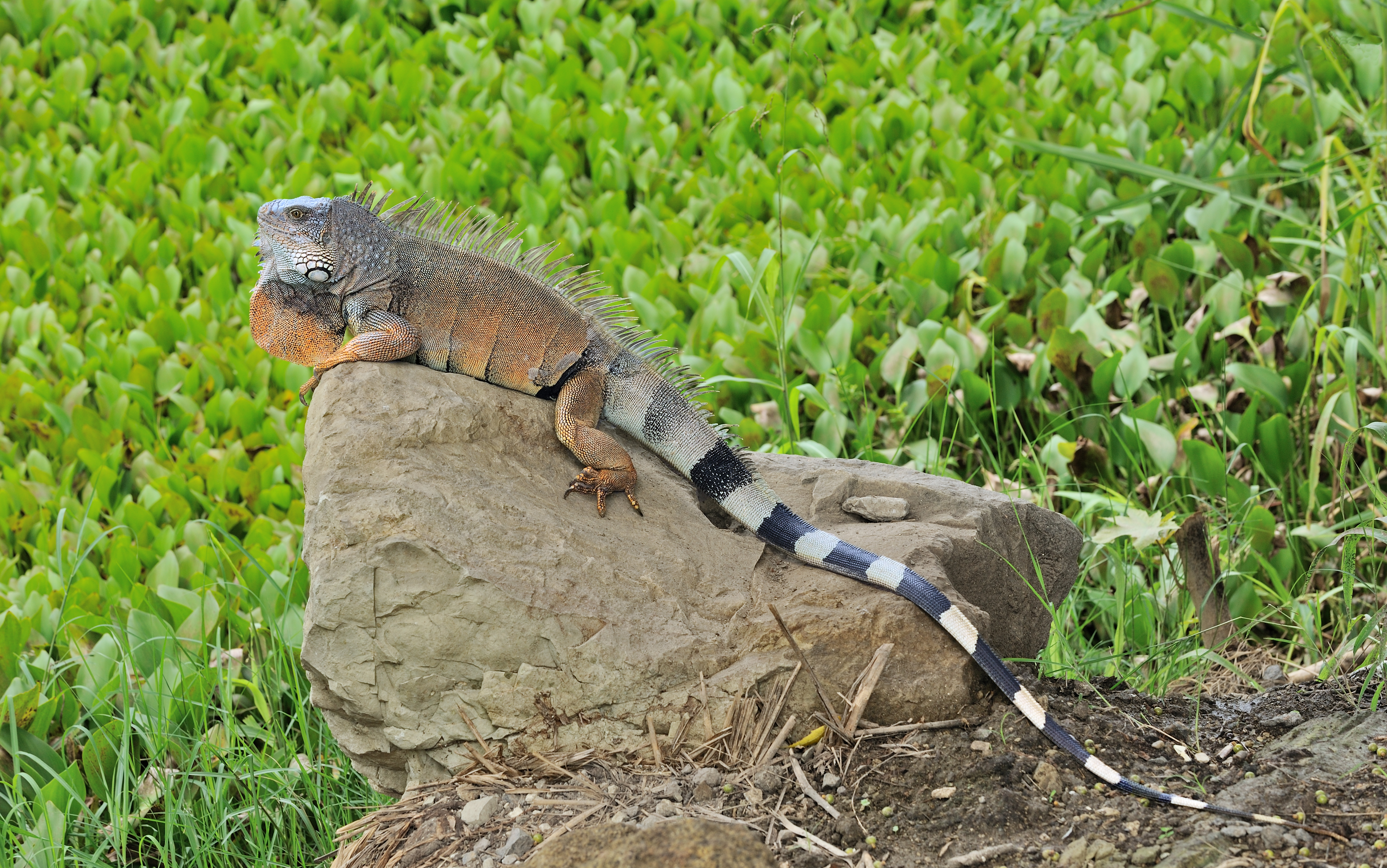
Sameček leguána zeleného v botanické zahradě v Portovieju
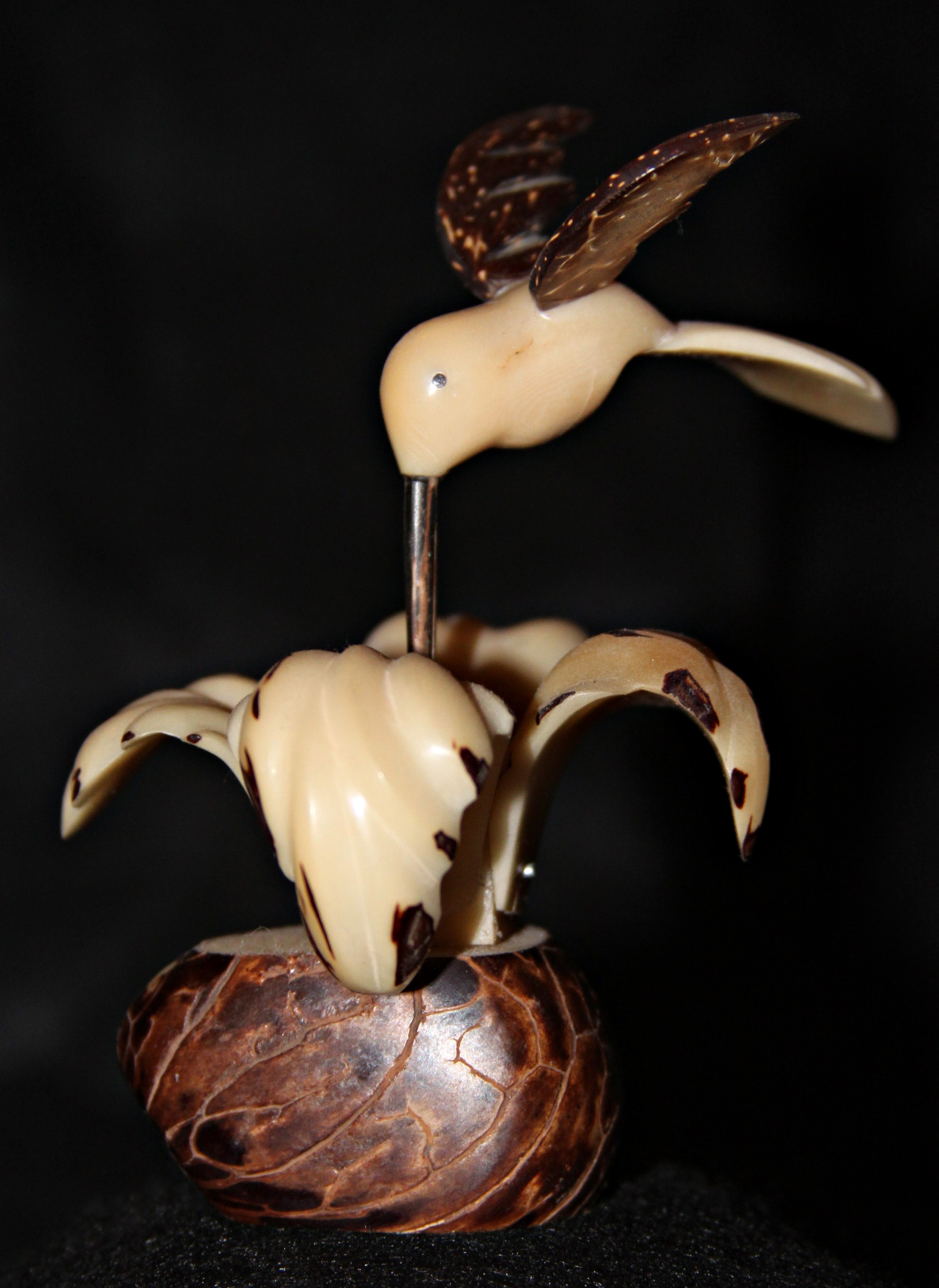
Tagua, řemeslný suvenýr z Ekvádoru